# Ishari K. Ganesh

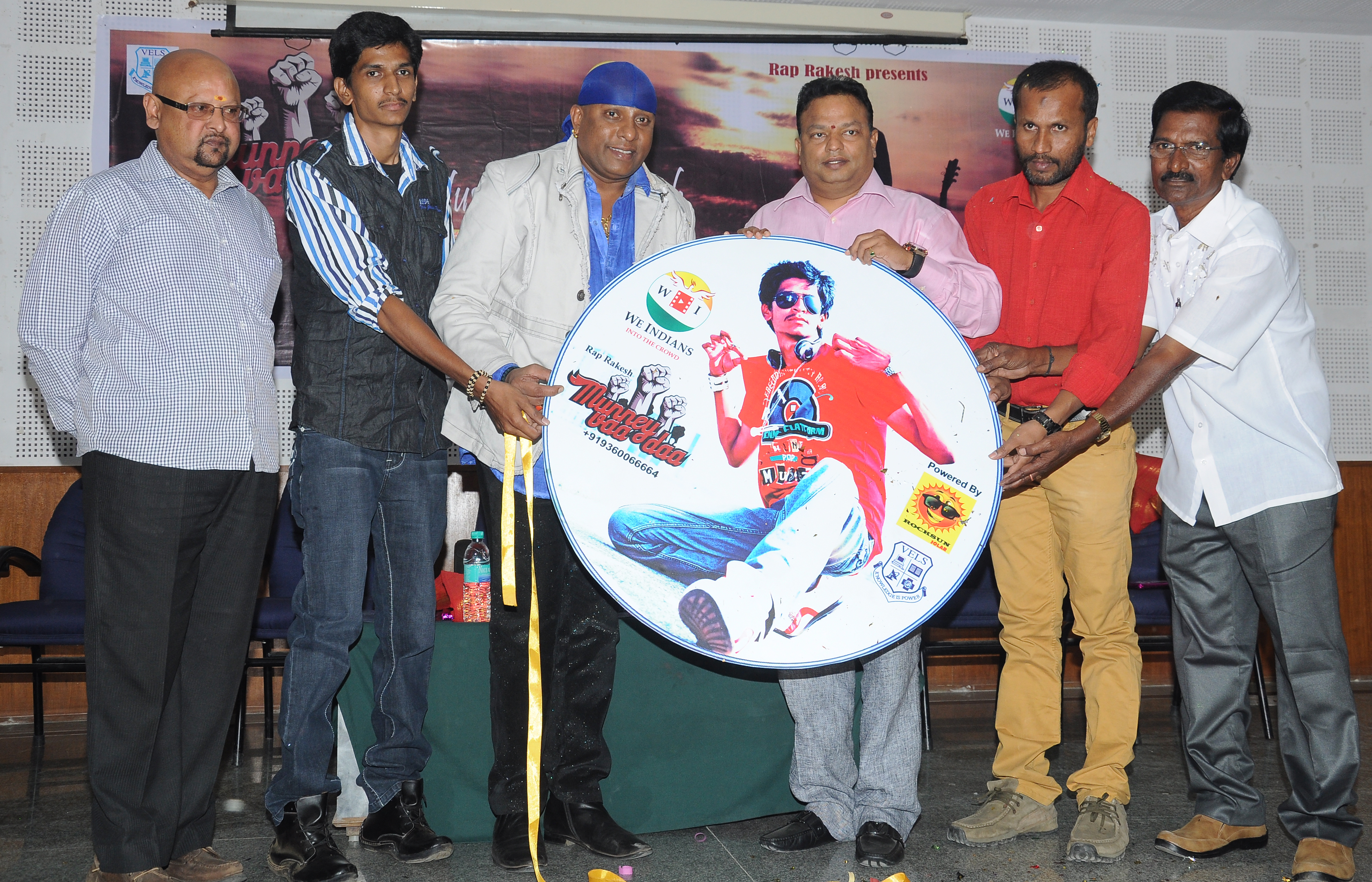
Ganesh (centro a la derecha) con Rap Rakesh Sethulingam y Sivamani en la Universidad de Vels

El Dr. Ishari K Ganesh (pronunciado como Ai-sari) es el fundador, presidente y rector de la Universidad Vels en Chennai, India. Fundó Vael's Educational Trust en 1992 en memoria de su difunto padre Isari Velan, exmiembro de la Asamblea Legislativa en el gobierno estatal de MG Ramachandran .
Fue presidente de la junta directiva de Pachaiyappa's Trust (2011-2014). Fue secretario del consorcio de colegios afiliados a la Universidad Médica Dr. MGR de Tamil Nadu (2007-2009). Ganesh es también el fundador y presidente de Vels Film International, que produce películas en el cine tamil. Ganesh ha actuado en 5 películas desde (1992-2018) en un papel secundario e hizo un papel en 2.0 (2018) de S. Shankar..

## Filmografía
Actor
- Uthama Purushan (1989)
- Vaaku Moolam (1991)
- Dharma Seelan (1993)
- Dobles (2000)
- Ava Paavam (2000)
- Ninaikkaadha Naalillai (2001)
- Thulluvadho Ilamai (2002)
- One Two Three (2002) - Película bilingüe ( tamil / kannada )
- Engeyum Kadhal (2011)
- Lakshmi (2018)
- 2.0 (2018)

Productor
- Vaaku Moolam (1991)
- Devi (2016)
- Bogan (2017)
- A veces (2018)
- Junga (2018)
- LKG (2019)
- Devi 2 (2019)
- Comalí (2019)
- Cachorro (2019)
- Enai Noki Paayum Thota (2019)[2]
- Vero (2020)
- Mookuthi Ammán (2020)
- La historia de Kutty (2021)
- Sumo (TBA)
- Kizhakku Africavil Raju (TBA)
- Joshua Imai Pol Kaakha (TBA)
- Vendhu Thanindhathu Kaadu